# باد امس
شهر باد امسدر ایالت راینلند-فالتز در کشور آلمان واقع شده است.